# Børge Sørensen-Sornum
Børge Sørensen-Sornum, född 10 augusti 1920 i Århus, död 1985 i Köpenhamn, var en dansk målare, tecknare och grafiker.
Han var son till maskinmästaren Georg Sørensen och Kristina Ipsen och gift med den norska danspedagogen Bodil Schweder. Sørensen-Sornum studerade vid en teknisk skola i Danmark men tvingades fly från Danmark under den tyska ockupationen. Fram till andra världskrigets slut vistades han i Sverige där han medverkade i ett flertal utställningar på olika platser i landet. Efter kriget vidtog en serie resor som förde honom till bland annat Island, Tyskland, Nederländerna, Spanien och Frankrike. Han studerade vid Académie Julian i Paris 1947–1948 och bosatte sig därefter några år i Norge. Han debuterade i en utställning i Århus 1943 och samma år medverkade han i Kunstnernes Efterårsudstilling i Köpenhamn. Separat ställde han ut i Reykjavik 1946, Göteborg 1948, Paris 1949, Sandefjord 1951, Köpenhamn 1952, Tønsberg och Ibiza 1953 och ett flertal gånger i Århus sedan 1946. Som illustratör illustrerade han boken Ung konst 1944 samt utförde teckningar till Århus Stiftstidende, Demokraten i Århus, Göteborgs-Tidningen och Ny Tid i Göteborg. Han konst bestod först av en naturalistisk expressionism som senare övergick till en mer raffinerad färgskala med målningar i grön-gula-violetta nyanser med kubistiska motiv utförda i olja eller som färglitografier. Sørensen-Sornum är representerad vid Silkeborg museum, Galleria Nazionale d'Arte Moderna i Rom, Galleria Internazionale d'Arte Moderna och Peggy Guggenheim Collection i Venedig. 